# @wiki
@wiki（アットウィキ、atwiki）とは、株式会社アットウィキが提供するレンタルウィキ。本稿では、運営を行う企業である株式会社アットウィキについても記述する。

## 概要
MediaWikiやPukiWikiなどのウィキを用いずに独自のウィキを用いている。特徴としては以下のようなものが挙げられる。
- 編集時のMarkdown記法の系統としては主にPukiWikiに類似しており、独自のプラグインによって拡張されている。
- ページ上部にGUIのような「メニューバー」が表示され、ユーザーはそこから編集やアップロードなどを行う（JavaScriptを使用する必要あり）。
- 利用者の登録を行うにはウィキ運営者の認証が必要（設定を変更すれば認証なしにもできる）。
- 構文のみでは実現できないページのレイアウトに関しては、HTMLの知識があれば「@wiki便利ツール」にある「HTMLそのまま表示（かんたんHTML直接入力）」を利用することで、自由度が増す。
- かつては、 有限会社アットフリークスが運営していた@chsや@pediaと連携できた。（wikiwiki.jpの運営するzawazawaと同様のスレッド付きの掲示板機能）

## 沿革
- 2014年3月8日、何者かによってクラッキングされユーザーのパスワード、メールアドレスや登録時のIPアドレスが流出。緊急措置として全ユーザーのパスワードを強制的にリセットした。住所・氏名やクレジットカード番号は流出していない[3]。
- 2017年1月30日、常時SSL化したため、httpで開いた場合でもhttpsの場合でのものにリダイレクトされるようになった[4][5]。
- 2019年12月25日、GameWithの子会社であるアットウィキの運営となる[6][1]。

## 類似サービス
- FC2WIKI
- Wiki3
- MyWiki
- Seesaa Wiki